# Söldner
Ein Söldner ist eine gegen Bezahlung (Sold) angeworbene in einem bewaffneten Konflikt und in einem fremden Staat kämpfende Person. Die Tätigkeit als Söldner wird meist im Rahmen eines zeitlich befristeten Vertrags ausgeführt. Ein Verband von Söldnern wird als Söldnerheer bezeichnet. Söldnerheere sind kein Teil der Streitkräfte, dies unterscheidet sie von Freiwilligenverbänden und damit auch von Fremdenlegionen.
Das Söldnerwesen oder Söldnertum war bereits in der Antike sehr verbreitet. Es prägte vom Mittelalter bis zur Französischen Revolution das europäische Militärwesen. Söldner wurden mit der Einführung stehender Heere und der allgemeinen Wehrpflicht seltener. Im 20. Jahrhundert kämpften Söldner u. a. in den Kriegen und Bürgerkriegen in Afrika, Asien und auf dem Balkan, oft im Rahmen privater Sicherheits- und Militärunternehmen.
Während Zivilisten und Kombattanten durch die Genfer Konventionen geschützt werden, sind Söldner von diesem Schutz ausdrücklich ausgenommen.

## Definition
Eine Legaldefinition des Söldners findet sich in Artikel 47 des ersten Zusatzprotokolls von 1977 zu den Genfer Abkommen vom 12. August 1949 über den Schutz der Opfer internationaler bewaffneter Konflikte, den Genfer Konventionen:
Nach Artikel 47 müssen alle folgenden Kriterien erfüllt sein:
a. wer im Inland oder Ausland zu dem besonderen Zweck angeworben ist, in einem bewaffneten Konflikt zu kämpfen,
b. wer tatsächlich unmittelbar an Feindseligkeiten teilnimmt,
c. wer an Feindseligkeiten vor allem aus Streben nach persönlichem Gewinn teilnimmt und wer von oder im Namen einer am Konflikt beteiligten Partei tatsächlich die Zusage einer materiellen Vergütung erhalten hat, die wesentlich höher ist als die den Kombattanten der Streitkräfte dieser Partei in vergleichbarem Rang und mit ähnlichen Aufgaben zugesagte oder gezahlte Vergütung,
d. wer weder Staatsangehöriger einer am Konflikt beteiligten Partei ist noch in einem von einer am Konflikt beteiligten Partei kontrollierten Gebiet ansässig ist,
e. wer nicht Angehöriger der Streitkräfte einer am Konflikt beteiligten Partei ist und
f. wer nicht von einem nicht am Konflikt beteiligten Staat in amtlichem Auftrag als Angehöriger seiner Streitkräfte entsandt worden ist.
In Art. 1 Abs. 1 der Konvention zur Eliminierung des Söldnerwesens in Afrika findet sich eine nahezu identische Definition. Diese Konvention hat aber nur regionale Bedeutung.
Neben dieser juristischen Definition werden umgangssprachlich alle Personen als Söldner bezeichnet, deren Hauptmotivation für die Teilnahme an einem bewaffneten Konflikt das Streben nach persönlichem Gewinn ist, unabhängig von ihrem tatsächlichen rechtlichen Status. Ein Anführer, der eine Gruppe von Söldnern persönlich befehligt und eigene Pläne zu seinem Nutzen verfolgen kann, kann als Söldnerführer bezeichnet werden.

## Söldner und das Kriegsvölkerrecht
Während ausländische Freiwillige, die als reguläre Soldaten dienen, Kombattantenstatus genießen, werden Söldner nach dem Kriegsvölkerrecht nicht als Kombattanten betrachtet und haben daher nicht den Anspruch auf den Status des Kriegsgefangenen (vgl. Art. 47 Abs. 1 I. Zusatzprotokoll). Gefangene Söldner sind dem Kriegsrecht nach daher als gewöhnliche Zivilisten zu behandeln, die illegalerweise an einem bewaffneten Konflikt teilgenommen haben. Sie können für die Teilnahme am bewaffneten Konflikt nach nationalem Recht schwer bestraft werden. Nach dem Recht ihres jeweiligen Herkunftslandes können sie aufgrund des Militärdienstes für einen fremden Staat bestraft werden – und sie können ihre Staatsangehörigkeit verlieren. Ferner können sie als nicht völkerrechtlich anerkannte Kombattanten im Falle ihrer Gefangennahme durch die gegnerische Kriegspartei nach deren nationalem Strafrecht (z. B. auch wg. Mord) verurteilt werden.
So stellt auch der Dienst in der französischen Fremdenlegion – deren Angehörige allerdings genaugenommen keine Söldner, sondern reguläre Angehörige der französischen Streitkräfte sind – für Österreicher und Schweizer nach dem Gesetz eine Straftat dar.

### Österreich
In Österreich ist es für Staatsangehörige gesetzlich verboten, für ein anderes Land Kriegsdienst zu leisten. Viele Österreicher, die nach ihrem Söldnerdienst in den Jugoslawienkriegen der 1990er Jahre wieder in die Heimat kamen, fanden sich vor dem Strafgericht wieder und wurden teilweise zu langjährigen Freiheitsstrafen verurteilt. Zusätzlich kann einem Österreicher, der für ein anderes Land Kriegsdienst leistet, die österreichische Staatsbürgerschaft unwiderruflich entzogen werden.

### Deutschland
In Deutschland ist es strafbar, deutsche Staatsangehörige „zugunsten einer ausländischen Macht“ „zum Wehrdienst in einer militärischen oder militärähnlichen Einrichtung“ anzuwerben (§ 109h StGB). Ferner riskiert ein Deutscher den Verlust der deutschen Staatsangehörigkeit, wenn er in einen bewaffneten Verband eines Staates eintritt, dessen Staatsangehörigkeit er ebenfalls besitzt (§ 28 StAG).

### Schweiz
In der Schweiz ist es für Staatsangehörige gesetzlich verboten, für ein anderes Land Kriegsdienst zu leisten. Ein Sonderfall ist die Päpstliche Schweizergarde.

### USA
Nach dem Recht der USA (Neutrality Act) riskiert ein US-Bürger, der sich in einem fremden Land zum Militärdienst zur Verfügung stellt, den Verlust der Staatsbürgerschaft. Viele Länder haben ähnliche Gesetze, deshalb riskiert ein Söldner meist den Verlust seiner Heimat-Staatsbürgerschaft und kann zu einer staatenlosen Person werden.

### Internationale Konvention gegen das Söldnerwesen
Darüber hinaus verabschiedete das Plenum der Vereinten Nationen am 4. Dezember 1989 die Internationale Konvention gegen die Rekrutierung, den Einsatz, die Finanzierung und die Ausbildung von Söldnern. Bisher (Stand: November 2020) sind ihr 37 Staaten beigetreten, zuletzt Armenien am 23. November 2020.
Seit 2005 besteht die UN-Arbeitsgruppe betreffend Einsatz von Söldnern.

## Geschichte

### Alte Welt
Schon im Altertum wurden Söldnertruppen eingesetzt. König David hatte Söldner, Krether und Plether waren die Leibwachen des Königs. In den assyrischen Armeen dienten zahlreiche fremde Soldaten, teils unfreiwillig als Teil des Tributs ihrer Heimatstädte, teils als Söldner. Griechische Söldner sind aus Ägypten bekannt. Griechische Hopliten kämpften regelmäßig in Diensten der Achämeniden und bildeten oft den Kern von persischen Armeen (vgl. Xenophon, Anabasis). Agesilaos II. von Sparta kämpfte mit seinen Truppen für Sold mehrfach gegen die persischen Großkönige. Bei den antiken Kelten war es üblich, dass sich überschüssige Söhne neues Land suchten und sich als Söldner verdingten. Der karthagische Feldherr Hannibal benutzte tausende keltische Söldner bei seinem Einfall in Oberitalien während des Zweiten Punischen Krieges (218–201 v. Chr.). Sie machten den gesamten Kern seiner Armee aus.

### Söldner in der europäischen Geschichte

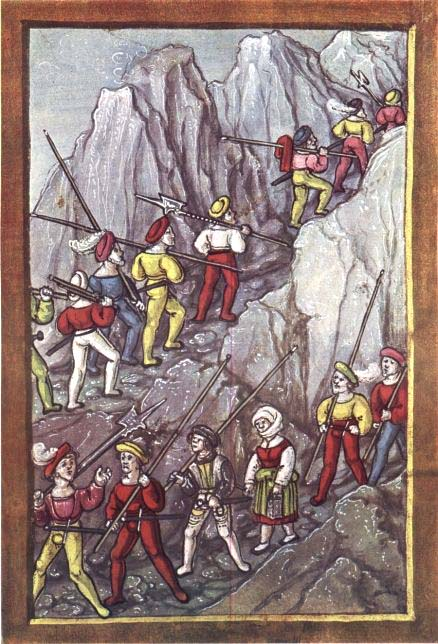
Schweizer Reisläufer überqueren die Alpen (Diebold Schilling der Jüngere)

Söldnerheere wie z. B. die Brabanzonen und die Armagnaken tauchten im Spätmittelalter auf, als es sich erwies, dass disziplinierte Söldner in der Schlacht den Rittern überlegen waren, obwohl letztere im Zweifel tapferer kämpften. Besonders augenfällig wurde das in der Schlacht von Crécy. Das Söldnerwesen setzte sich in Europa seit dem 14. Jahrhundert allmählich und regional mit unterschiedlichem Tempo gegenüber dem feudalen Kriegswesen durch. Die alten Lehensheere wurden durch Söldnertruppen ersetzt, was zum Ende des Ritterdienstes führte und damit auch zu einem wirtschaftlichen Niedergang des Adels. Ausschlaggebend war die Durchsetzung der Geldwirtschaft.
Die Einführung von Söldnerheeren stellte den mittelalterlichen Personenverbandsstaat vor große finanzielle Herausforderungen. Die Söldner rekrutierten sich meist aus den städtischen und ländlichen Unterschichten. Dies konnten überschuldete Bauern, entflohene Leibeigene, nachgeborene Bauernsöhne, durch die engen Zunftordnungen quasi erwerbslose Handwerksgesellen und arbeitslose Bergarbeiter sein. Söldneranführer wurden meist unter den Familienmitgliedern der Feudalherren und deren Gefolge, mitunter auch innerhalb der Bürgerschaften der Städte angeworben, stets aber im fremden Gebiet auf einem speziell dafür eingerichteten Musterplatz. Fremde Bewaffnete verstärkten die eigene militärische Schlagkraft, mussten aber nicht dauerhaft unterhalten werden. Ein Problem stellten die entlassenen Söldner dar, weil sie weder Abfindungen noch Altersruhegelder erhielten; häufig schlossen sie sich zu Räuberbanden zusammen und machten die Straßen unsicher.
Schweizer Söldner, sogenannte Reisläufer, galten bis ins 16. Jahrhundert als besonders effektive Kampfkräfte, bis ihre Formationen durch Artillerie, die in dieser Zeit entwickelt wurde, verwundbar wurden. Die päpstliche Schweizergarde entstammt noch dieser Tradition.
Die deutschen Landsknechte begannen gegen die Schweizer nach der Schlacht bei Marignano, als in vielen Gegenden der Schweiz die Reisläuferei erschwert oder gar verboten wurde, zu konkurrieren, und wurden eine gefragte Truppe des späten 15. und des 16. Jahrhunderts. Sie wurden von allen Mächten Europas angeheuert und konnten – wie vormals die Schweizer – mitunter die Seiten wechseln. „Niederländische“ Landsknechte waren aus Norddeutschland angeworbene, „oberländische“ aus Bayern, Schwaben und Österreich. Der Dreißigjährige Krieg wurde von allen Kriegsparteien hauptsächlich mit Söldnern ausgefochten.
Den Söldnern, vor allem denen des Dreißigjährigen Krieges, haftet seit jeher ein äußerst negativer Ruf an. Oft werden sie als gescheiterte Existenzen angesehen, die für Geld töteten und den Bauern ihre Existenzgrundlage nahmen. Auch in der Geschichtswissenschaft wurden die Söldnerhaufen immer wieder als Sammelbecken für Kriminelle, fahrendes Gesindel und Ausgestoßene beschrieben. Erst in der letzten Zeit wird versucht, diese wichtige soziale Gruppe wertneutral zu betrachten und ihre Herkunft, ihre Lebensweise und ihre Motivation, Söldner zu werden, zu ergründen. Auch die simple Zuschreibung der Täterrolle ist zu hinterfragen, da sie in vielen Fällen selber von den Kriegsunternehmern oder ihren Offizieren ausgenutzt wurden.
Im 16. Jahrhundert bildete sich im Zuge der Aufstellung immer größerer Heeresverbände allmählich ein Offizierkorps heraus, das sich überwiegend aus dem Adel rekrutierte. Meist stammten die Offiziere jedoch aus verschiedenen Ländern, so dass die Gefahr nicht allzu groß war, dass sie den Territorialherren, in dessen Dienst sie standen, entmachten und sich selbst an seine Stelle setzen würden. Traditionelle Herkunftsländer von Söldnern waren über Jahrhunderte die Schweiz, Schottland, Wales und Irland; so stellten Männer aus diesen Ländern für Frankreich ganze Regimenter. 
Im 18. Jahrhundert „vermieteten“ absolut regierende Landesfürsten „Landeskinder“ als Söldner an andere Staaten. Als ein Beispiel für diese Praxis kann Landgraf Friedrich II. von Hessen-Kassel genannt werden, der am 15. Januar 1776 sogenannte Subsidienverträge unterzeichnete. Gemäß dieser Verträge verpflichtete sich der nordhessische Landgraf, Großbritannien mietweise ein Kontingent Söldner in einer Gesamttruppenstärke von etwa 12.000 Mann zu überlassen. Großbritannien zahlte als Kopfgeld für jeden gemieteten Söldner 30 Taler. Wie Zeitzeugenberichte nachweisen (siehe beispielsweise die Autobiografie Mein Leben von Johann Gottfried Seume), fand die Rekrutierung der Söldner teilweise unter Gewaltanwendung statt. Die hessischen Söldner mussten nach ihrer Verschiffung nach Nordamerika auf Seiten der Briten im Amerikanischen Unabhängigkeitskrieg kämpfen. Auch andere Fürsten deutscher Kleinstaaten, z. B. der Herzog von Braunschweig-Wolfenbüttel Karl I., der Fürst von Waldeck Friedrich Karl August, der Markgraf von Ansbach Alexander und der Fürst von Anhalt-Zerbst Friedrich August schlossen mit Großbritannien Subsidienverträge ab und vermieteten eigene Truppen für die Kämpfe auf amerikanischem Boden.
Im Prozess der Staatenbildung in Europa war nicht so sehr militärische Macht, sondern vielmehr Legitimität und eine funktionierende Finanzverwaltung der Schlüssel zur politischen Macht. Erst mit der Nationalisierung der Armeen im 19. Jahrhundert stieg die Gefahr, die vom Offizierkorps einer Berufsarmee für die politische Elite ausging, wieder an. Im 19. Jahrhundert dienten zahlreiche europäische oder nordamerikanische Söldner bzw. Militärspezialisten in außereuropäischen Armeen, so in China und den neuen lateinamerikanischen Staaten. Besonders die lateinamerikanischen Marinen, so Haiti oder Brasilien, benötigten qualifizierte Ingenieure und Heizer zum Betrieb moderner Kriegsschiffe. Der ehemalige preußische Major Carl Pauli diente als Carlos Páuli in den 1890er Jahren bis ca. 1904 in den Armeen von China, Honduras und Peru. Sein Werk Tropenvademecum (1907) ist unter anderem ein Ratgeber für den Aufenthalt europäischer Militärberater in außereuropäischen Gebieten.

#### Söldner und Soldat
Aus einer historischen Perspektive wurde im Zuge der Herausbildung stehender Heere der Söldner vom Soldaten abgelöst. Der Soldat konnte nicht mehr beliebig oft die Fronten wechseln, wie dies für einen Söldner des 17. Jahrhunderts möglich war, zumal er nicht mehr über eigene Waffen verfügte. Über das stehende Heer aus Soldaten bildete der Staat ein Gewaltmonopol aus. Während der Beruf des Söldners einer der wohl ältesten Lohnberufe ist, gehörte die vaterländische Motivation zum Selbstverständnis und Fremdbild des Soldaten. In den letzten Jahrzehnten entsteht im Zuge des Outsourcings militärischer Aufgaben an militärische Fachleute, die als Angestellte von privaten militärischen Dienstleistern weltweit Kampfhandlungen unterstützen, ein neues Berufsbild, das Züge von Soldat und Söldner vereinigt.
Die heute im 21. Jahrhundert bestehenden privaten Sicherheits- und Militärunternehmen können entgegen der gängigen Medienpraxis durchaus als Söldnerunternehmen bezeichnet werden, da ihre Mitarbeiter zwar nicht direkt von Streitkräften, sondern von der Regierung beschäftigt oder angeworben werden, ihre Verwendung aber durchaus den Tätigkeiten entspricht, die die Genfer Konvention unter Art. 47 zusammenfasst.

### Söldner in Afrika
Im 20. Jahrhundert waren Söldner hauptsächlich in die Konflikte auf dem afrikanischen Kontinent eingebunden. Die Söldner wurden als inoffizielle Hilfstruppen in der Regel von Westmächten für den Kampf gegen den Kommunismus eingesetzt, die sich selbst nicht offiziell in die Angelegenheit der betroffenen Staaten einmischen konnten oder wollten. Häufig wurden Männer aus Europa und Amerika angeworben, die nach „Abenteuern“ suchten, und in Kämpfe geschickt, bei denen klar war, dass sie nicht überleben würden und daher auch nicht bezahlt zu werden brauchten.
Daneben gab es viele ehemalige Fremdenlegionäre, die es nach ihrem Dienst für Frankreich nach Afrika verschlug, und die sich dort einen neuen Arbeitgeber suchten. Ebenso gab es in Afrika Söldner, die als militärische Wachleute für große Gold- und Diamantenminen arbeiteten oder in den Apartheidskonflikten kämpften.
Der bekannteste in Afrika tätige Söldner war der Franzose Bob Denard, der ab den sechziger Jahren in zahlreiche Bürgerkriege und Putschversuche verwickelt war. Große Bekanntheit erlangte auch der irische Offizier Mike Hoare, dessen Söldnertruppe 5th Commando als geschlossener Verband einer regulären Einheit gleichgestellt für die kongolesische Armee im Einsatz war. Einen Höhepunkt der Söldneraktivität in Afrika stellte die Besetzung von Bukavu durch eine Gruppe Söldner unter der Führung des Belgiers Jean Schramme dar, mit der der verhaftete Rebellenführer Moïse Tschombé freigepresst werden sollte.
Söldner waren seit den Kämpfen, die 1960 infolge der Unabhängigkeit des Kongo ausbrachen, in einer Reihe von Bürgerkriegen in Afrika im Einsatz. Franzosen, Briten und Staatsangehörige aus anderen europäischen Ländern kämpften beispielsweise in den Streitkräften Biafras im Biafra, Angola und auf den Seychellen. Die Söldner kämpften für die, die am meisten zahlten, und erwiesen sich in den ohnehin schon blutigen und erbittert geführten Bürgerkriegen oft als besonders grausam. Einige behaupteten, sie führten einen Kreuzzug gegen den von Kuba und der Sowjetunion unterstützten Kommunismus in Afrika; andere verdingten sich, weil sie den Nervenkitzel liebten, wieder andere, weil sie sonst keine Beschäftigung fanden.
Der berühmteste Söldner im angolanischen Bürgerkrieg war ein Mann aus Zypern namens Kostas Georgiou. Er hatte im 1. britischen Fallschirmjägerregiment gedient und wurde wegen eines Überfalls auf ein Postamt in Nordirland unehrenhaft entlassen. Georgiou, bekannt als „Colonel Callan“, wurde von der FNLA (Volksbefreiungsfront in Angola unter der Führung von Holden Roberto, der auch vom US-Geheimdienst CIA über Zaire unterstützt wurde) zusammen mit einer Truppe britischer, amerikanischer und holländischer Söldner von der CIA rekrutiert. Angeblich brachte er Spione und Deserteure eigenhändig um und terrorisierte die Männer unter seinem Kommando, die selbst ungehindert mit Gewalt und Folter gegen Soldaten und Zivilisten vorgingen. Im Verlauf eines Selbstmordkommandos gegen eine wesentlich stärkere kubanische Brigade wurde er verwundet und später gefangen genommen. Die kommunistische MPLA (kommunistische Volksbefreiungsbewegung für Angola) wollte die Verbrechen der Söldner publik machen und brachte zehn Briten und drei US-Amerikaner in Luanda vor Gericht. Sie wurden beschuldigt, bezahlte Attentäter zu sein. Kostas Georgiou alias Callan und drei andere wurden am 10. Juli 1976 durch ein Exekutionskommando getötet. Der Prozess in Angolas Hauptstadt und die Brutalitäten, die dabei zur Sprache kamen, zogen die Aufmerksamkeit der Medien auf sich und lösten eine allgemeine Empörung über Söldner und all jene aus, die in diesem Geschäft tätig waren.
Zuletzt kamen Söldner offiziell Ende der 1990er Jahre im Bürgerkrieg in Sierra Leone zum Einsatz.

### Söldner-Operationen heute
Als der Vietnamkrieg endete, schlossen sich viele amerikanische Veteranen zu privaten Sicherheitsunternehmen zusammen. Sie schmuggelten und verkauften Waffen und Drogen aus Fernost und begannen die Schlachtfelder der Welt, häufig unter dem Deckmantel der CIA, als lukrative Einnahmequelle anzusehen. Zu den bekannteren privaten Sicherheits- und Militärunternehmen (PMC) der heutigen Zeit gehören Sandline International, eine britische paramilitärische Einheit, und Executive Outcomes, ein privates Unternehmen, das ehemalige Mitglieder der südafrikanischen Armee anheuerte. Beide Sicherheitsunternehmen, wie sich derartige Organisationen selbst nennen, wurden schließlich aufgelöst, weil ihre Mitglieder zu oft im Zentrum von Ermittlungen standen und ihre Einsätze ins Kreuzfeuer der Kritik gerieten. Ihre Definition als Söldner ist allerdings umstritten.
Aus den Jugoslawienkriegen der 1990er Jahre ist bekannt, dass Söldner, häufig Ex-Soldaten aus Osteuropa, nach den politischen Umwälzungen in ihren Heimatländern kein Auskommen mehr gefunden hatten. Daneben kämpften im früheren Jugoslawien auch Soldaten aus anderen europäischen wie auch asiatischen Staaten.

„In der Heimat waren wir arbeitslos, hier werden wir als Helden angesehen.“

„Ich erzähl dir mal etwas über Freundschaften im Söldnergeschäft. Es gibt sehr nette Kerle, mit denen man durch dick und dünn gehen kann, wirklich nette Jungs. Wenn du sie unter großen Druck setzt, ich meine wirklich sehr großen Druck, der sie bis aufs Äußerste belastet, so dass sie meinen, sie müssten am nächsten Tag sterben, dann musst du mal beobachten, wie sich ihr Charakter verändert. Du wirst sehen, dass aus diesen echten Kerlen richtige Teufel werden können, denen jedes Mittel recht ist.“

Im Irak waren im Jahr 2008 rund 20.000 Söldner im Auftrag der britischen und US-Regierung beschäftigt – darunter auch deutsche Ex-Soldaten und ehemalige Polizisten.
Contractors hingegen sind nicht in militärischen Aufträgen tätig, sondern als Privatfirmen im In- und Ausland im Einsatz beispielsweise zur Umsetzung von Regierungsaufträgen u. a. von Hilfsprojekten oder für die Wartung von Flugzeugen, Hubschraubern oder der Kommunikation. Das US-Verteidigungsministerium beschäftigte 2016 rund 30.455 Contractors in Afghanistan, davon 10.151 aus den USA und 13.700 aus Afghanistan selber.
Im Falle der russischen Söldnertruppe Gruppe Wagner erwies sich auch aufgrund der Tatsache, dass eine solche Truppe nach russischem Recht bis 2017 verboten war, eine Unterscheidung zwischen offiziellem Militär und Privaten in Auftrag des Staats als schwierig, da es sich im Falle von Wagner um einen verdeckt handelnden Söldnertrupp handelt. Zudem wurden Militäraktionen der Truppe in Syrien auch der eigenen Kontrolle und kommerziellen Ausbeutung von Ölfeldern zugeordnet.

## Bekannte Söldner
- Lee Christmas
- Guy „Machine Gun“ Molony (1884–1972)
- Peter Hagendorf
- Jean Schramme, auch Jacques Schramme alias „Black Jack“
- Bob Denard
- Siegfried Müller alias „Kongo-Müller“
- Mike Hoare alias „Mad Mike“
- Jeremiah „Jerry“ Puren
- Kostas Georgiou alias „Colonel Callan“
- Graf Carl Gustaf von Rosen
- Rolf Steiner (Rod Steiner)
- Simon Mann
- Karl Penta
- Hans Spiess
- Frederick Russell Burnham, DSO (1861–1947), USA, war ein Major der British Army und ein Bekannter von Robert Baden-Powell, der ihn in den als Pfadfinderfertigkeiten bezeichneten Aufklärungsmethoden unterrichtete.
- Jan van Risseghem, belgischer Söldner, nach neueren Erkenntnissen soll er als katangischer Kampfpilot das Flugzeug mit UN-Generalsekretär Dag Hammarskjöld abgeschossen haben
- Jean Zumbach alias „Johnny Brown“

## Historische Söldnerführer
- Georg von Frundsberg (1473–1528)
- Franz von Sickingen (1481–1523)
- Asche von Cramm (1480–1528)

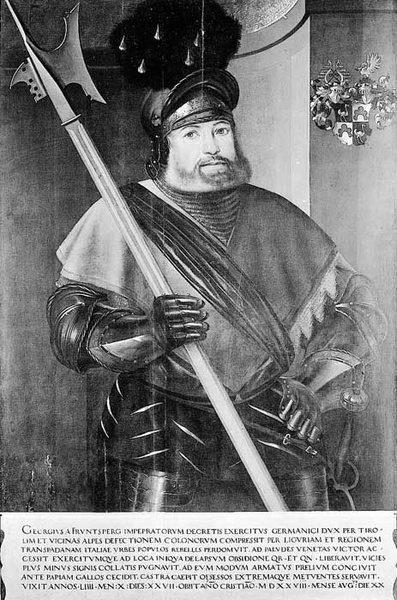
Georg von Frundsberg (1473–1528), porträtiert von Christoph Amberger

- Sebastian Schertlin von Burtenbach (1496–1577)
- Kaspar von Frundsberg (1501–1536)
- Christoph von Breiten-Landenberg (1504–1546)
- Sebastian Vogelsberger (1505–1548)
- Christoph von Wrisberg (1511–1580)
- Hilmar von Münchhausen (1512–1573)
- Georg von Holle (1513/14–1576)
- Vollrad von Mansfeld (1520–1578)
- Erich II. von Braunschweig-Calenberg (1528–1584)
- Johann T’Serclaes von Tilly (1559–1632)
- Ernst von Mansfeld (1580–1626)
- Albrecht Wenzel Eusebius von Waldstein gen. Wallenstein (1583–1634)
- Johann Ludwig von Erlach (1595–1650)
- Christian von Braunschweig-Wolfenbüttel (1599–1626)
- Familie Zurlauben – 16. bis 18. Jahrhundert
- Jauch (Urner Geschlecht) – 17. bis 19. Jahrhundert
- William Walker (Söldner) – 1853–1860

## Militärunternehmen und -unternehmer der Gegenwart
- DynCorp – gegründet 1951
- Executive Outcomes – 1989 bis 1999
- Sandline International – 1995 bis 2004
- Academi – gegründet 1997 als Blackwater USA
- Moran Security Group – gegründet 1999
- Aegis Defence Services – gegründet 2002, 2015 von GardaWorld (Canada) übernommen
- Sadat A.Ş. – gegründet 2012
- Gruppe Wagner – gegründet 2014

## Rezeption
Wie dem Piraten haftet dem Söldner ein Ruf von Abenteuer, Geheimnis und Gefahr an. Ein gutes Beispiel sind das Buch und der Film Die Hunde des Krieges, in denen es um eine fiktive Söldner-Operation im Afrika der 1970er Jahre geht.

### Belletristik
- Richard Harding Davis: Soldaten des Glücks. 2 Bände. Stuttgart 1900 (Soldiers of Fortune, 1897, 1960 auch als Comic in der Reihe Illustrierte Klassiker, Band 55).
- Wolfgang Schreyer: Das grüne Ungeheuer.
- Miguel Angel Asturias: Weekend in Guatemala. Buenos Aires 1956.
- Jean Lartéguy: Die grausamen Träume. Bonn 1965 (Französische Originalausgabe Les Chimères noires).
- Eric Ambler: Schmutzige Geschichte.
- Detlef Bernd Blettenberg: Blauer Rum. Zürich 1994, ISBN 3-7263-6676-8 (NA Augsburg 2002. ISBN 3-87512-702-1)

### Filme
- 1942: Unternehmen Tigersprung, Spielfilm
- 1957: Geschwader Fledermaus, Spielfilm
- 1958: Das schwarze Bataillon / Das Bataillon des Teufels (Cerny Prapor), Spielfilm
- 1965: Kommando 52, Doku
- 1965: Der lachende Mann. Bekenntnisse eines Mörders, Doku
- 1966: P.S. zum lachenden Mann, Doku
- 1966: Africa Addio (Africa Addio), Doku
- 1966: Die gefürchteten Vier, Spielfilm
- 1966: Sie fürchten weder Tod noch Teufel (Lost Command), Spielfilm
- 1967: Der Fall Bernd K., Doku
- 1968: Die gefürchteten Zwei (Il mercenario), Spielfilm
- 1968: Die große Treibjagd, Spielfilm
- 1968: Katanga (The Mercenaries/The Dark of the Sun), Spielfilm
- 1968: Töten war ihr Job, Spielfilm
- 1969: Der Löwe mit den sieben Köpfen
- 1969: Sieben dreckige Teufel, Spielfilm
- 1976: Die Söldner (Killer Force), Spielfilm
- 1976: Immer wenn der Steiner kam, 2 Teile, Doku, nicht veröffentlicht
- 1976: Das dreckige Dutzend (Dirtier by the Dozen), Episode der britischen Fernsehserie The New Avengers
- 1976: Der Winter, der ein Sommer war, dreiteiliges hr/ARD-Fernsehspiel
- 1977: Lancier, der Söldner (Les diamants du président), deutsch-französische Fernsehserie
- 1977: Die Wildgänse kommen, Spielfilm
- 1980: Die Hunde des Krieges (The Dogs of War), Spielfilm
- 1980: Kommando Leopard, Spielfilm
- 1982: Das Söldnerkommando (Kill Squad)
- 1982: Wildgänse 2, Spielfilm
- 1983: Under Fire, Spielfilm
- 1984: Geheimcode: Wildgänse (Codename Wildgoose), Spielfilm
- 1985: Afghanistan Connection, Spielfilm
- 1985: Latino, Spielfilm
- 1987: Walker, Spielfilm
- 1988: Freedom Fighters – Söldner für die Freiheit (Mercenay Fighters), Spielfilm
- 1989: Saracen, Fernsehserie
- 1993: Warheads – Söldner im Balkan, Doku
- 1997: Savior – Soldat der Hölle, Spielfilm
- 1999: Befreien Sie Afrika!, Doku
- 2004: Söldner der Hölle (Capitaines des Ténébres), Spielfilm
- 2005: Die neuen Söldner, Doku Arte
- 2005: Söldner – Ein Beruf mit Zukunft, Doku
- 2006: Blood Diamond, Spielfilm
- 2007: Urlaub vom Frieden, Doku
- 2008: Babylon A.D., Spielfilm
- 2010: The Expendables, Spielfilm
- 2011: Killer Elite, Spielfilm
- 2011: Mister Bob, TV-Spielfilm (F, Regie Thomas Vincent, mit Clovis Cornillac als Bob Denard)
- 2011: Söldner – Gesetzlos und gefürchtet, Spielfilm
- 2012: The Expendables 2, Spielfilm
- 2014: The Expendables 3, Spielfilm
- 2015: 13 Hours: The Secret Soldiers of Benghazi